# Тирадо, Виктор
Ви́ктор Мануэ́ль Тира́до Ло́пес (исп. Víctor Manuel Tirado López, род. 28 января 1940 года, Росарио, Мексика) — никарагуанский революционер-марксист мексиканского происхождения, один из основателей и член национального руководства СФНО и его фракции «Длительная народная война», после исключения из СФНО фракции «Пролетарии» в октябре 1975 года в 1977 году перешёл во фракцию терсеристов, в 1978—1979 году восстановивший единство СФНО, затем разочаровавшийся в смене семейства Сомоса на семейство Ортега и возглавивший «Движение сандинистского обновления» (возрождения).

## Биография
С раннего возраста участвовал в коммунистических движениях. Считал, что, поскольку большинство латиноамериканских стран находились под властью военных хунт, единственным способом освободиться этим странам от диктатуры — была вооруженная борьба.
Член Мексиканской коммунистической партии с 1957 года. В 1959 году попал в тюрьму, освободившись, стал партизаном.
Впервые столкнулся с сандинистами в 1961 году в Мексике. Присоединился к СФНО (FSLN) и воевал в районе Эль-Патука на реке Коко в 1963 году под командованием Сантоса Лопеса. В 1964 году был арестован вместе с К. Фонсекой и выслан из страны. Снова вернулся, но после разгрома партизан в районе Панкасана, в 1967 году перебрался на Кубу.
В 1970 году вновь возвращается в Никарагуа, возглавляет фракцию «СФНО — Длительная народная война», активно участвует в партизанском движении.
В октябре 1977 года организует отряды СФНО в департаменте Нуэва-Сеговия, командует Северным партизанским фронтом и переходит во фракцию «Повстанческое СФНО (Tercerista)». В 1978—1979 годах участвует в процессе объединения всех трёх течений движения. Получил звание «Команданте Революции».
В марте 1979 года входит в национальное руководство СФНО. Являлся одним из девяти лидеров Фронта. Непосредственно участвовал в триумфе революции 1979 года в Никарагуа.
В сентябре того же года получает никарагуанское гражданство.
В 1980-х годах был непосредственно связан с работой народных организации, особенно с профсоюзным движением и крестьянской организацией, через Национальный союз фермеров и скотоводов (UNAG). В 1996 году был избран депутатом от СФНО в Центральноамериканском парламенте (PARLACEN).
Член Движения сандинистского обновления (MRS).
Написал мемуары «Nicaragua: Revolución en Familia» (Никарагуа: семейная революция).